# Callulops
Callulops és un gènere de granotes de la família Microhylidae.

## Taxonomia
- Callulops boettgeri
- Callulops comptus
- Callulops doriae
- Callulops dubius
- Callulops eurydactylus
- Callulops fuscus
- Callulops glandulosus
- Callulops humicola
- Callulops kopsteini
- Callulops marmoratus
- Callulops personatus
- Callulops pullifer
- Callulops robustus
- Callulops sagittatus
- Callulops slateri
- Callulops stictogaster
- Callulops wilhelmanus